# بحر بيرنغ

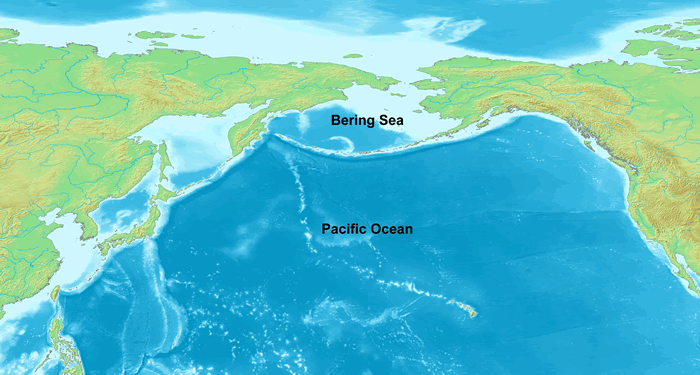
بحر برينغ والمحيط الهادئ الشمالي

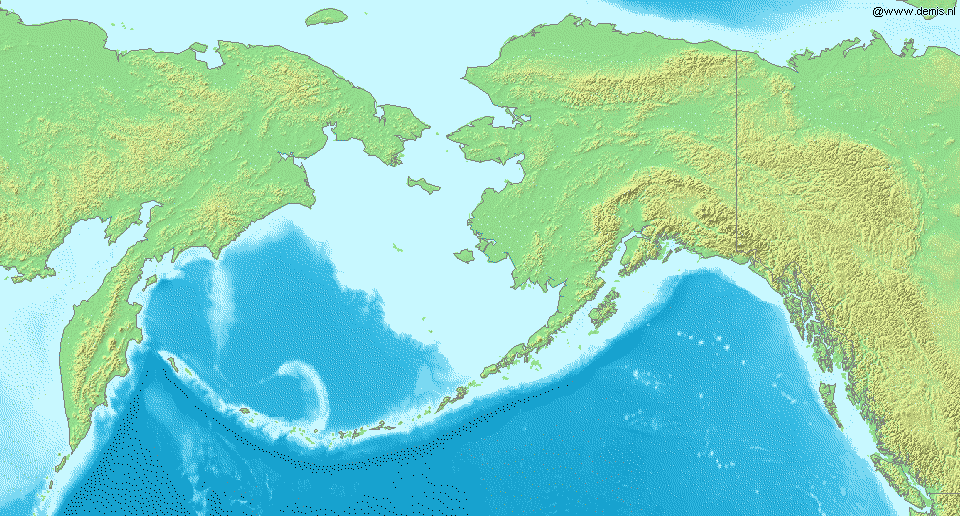
بحر برينغ مع كامشاتكا وألاسكا

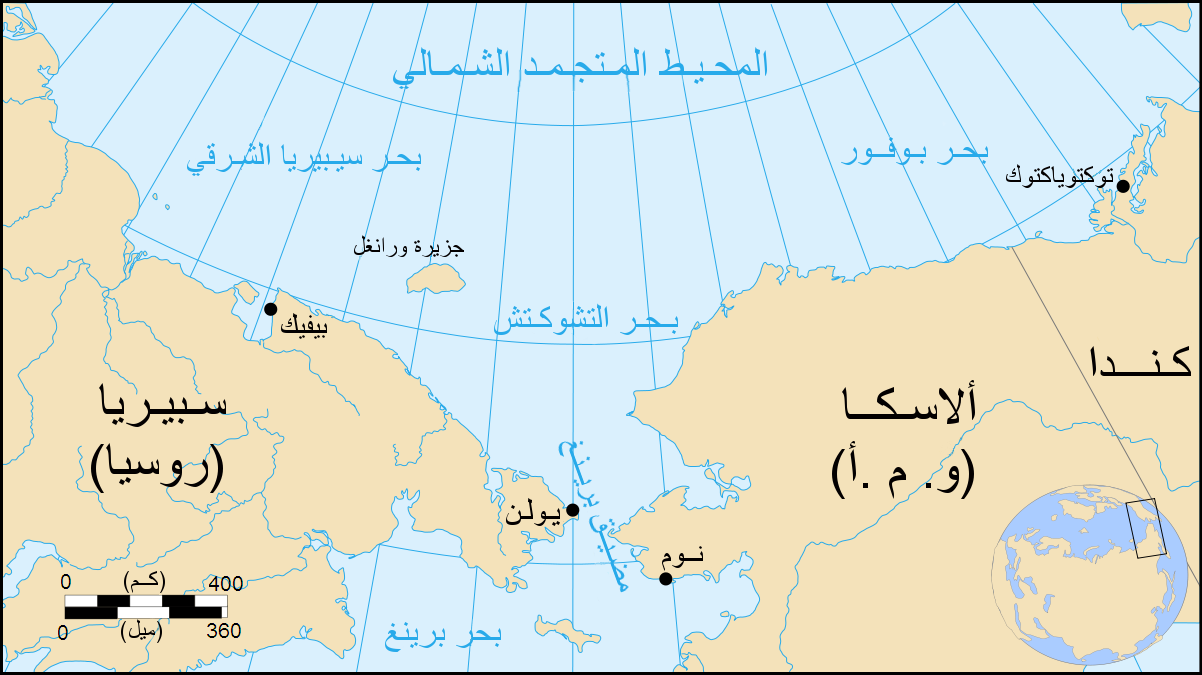

بحر بيرنغ هو بحر في شمال المحيط الهادئ. يشكل مع مضيق بيرينغ الفجوة بين أكبر كتلتين أرضيتين على الأرض: أوراسيا والأمريكتين. تتألف من حوض مائي عميق يرتفع بعد ذلك عبر منحدر ضيق إلى المياه الضحلة فوق الجرف القاري. سمي بحر بيرنغ على اسم فيتوس بيرينغ الملاح الدنماركي في الخدمة الروسية والذي كان في عام 1728 أول أوروبي يستكشفه بشكل منهجي مبحرًا من المحيط الهادئ شمالًا إلى المحيط المتجمد الشمالي.
تقع شبه جزيرة ألاسكا بين بحر بيرنغ وخليج ألاسكا، وتبلغ مساحته الإجمالية أكثر من 2،000،000 كيلومتر مربع (770،000 ميل مربع). يحده من الشرق والشمال الشرقي ألاسكا، ومن الغرب الشرق الأقصى الروسي وشبه جزيرة كامتشاتكا، ومن الجنوب شبه جزيرة ألاسكا وجزر ألوشيان، وفي أقصى الشمال مضيق بيرينغ الذي يربط بحر بيرنغ إلى بحر تشوكشي في المحيط المتجمد الشمالي. خليج بريستول هو جزء من بحر بيرنغ ويقع بين شبه جزيرة ألاسكا و رأس نيوينهام على البر الرئيسي جنوب غرب ألاسكا.
يتميز مناخ البحر بالعواصف وارتفاع الأمواج، والإبحار فيه محفوف بالمخاطر، بالإضافة إلى تجمد البحر في فصل الشتاء. البحر غني بموارد الثروة السمكية خصوصًا السرطان.

## تاريخ
يعتقد معظم العلماء أنه خلال العصر الجليدي الأخير كان مستوى سطح البحر منخفضًا بما يكفي للسماح للبشر بالهجرة شرقًا سيرًا على الأقدام من آسيا إلى أمريكا الشمالية عبر ما يعرف الآن بمضيق بيرينغ. هاجرت الحيوانات الأخرى بما في ذلك الحيوانات الضخمة في كلا الاتجاهين. يشار إلى هذا عادة باسم "جسر بيرنغ البري" ويقبله معظم العلماء (وليس جميعهم) باعتباره أول نقطة لدخول البشر إلى الأمريكتين.
هناك جزء صغير من صفيحة كولا في بحر بيرينغ، وهي صفيحة تكتونية قديمة كانت تنزلق تحت ألاسكا.
في 18 ديسمبر 2018، انفجر نيزك كبير فوق بحر بيرينغ على ارتفاع 25.6 كم وأطلق 49 كيلوطن من الطاقة.

## الجغرافيا

### الجزر
تشمل جزر بحر بيرنغ ما يلي:
- جزر بريبيلوف [الإنجليزية]، بما في ذلك جزيرة سانت بول [الإنجليزية] .
- جزر كوماندر، بما في ذلك جزيرة بيرينغ
- جزيرة سانت لورانس
- جزر ديوميدي
- جزيرة كينغ [الإنجليزية]
- جزيرة سانت ماثيو [الإنجليزية]
- جزيرة كاراجينسكي [الإنجليزية]
- جزيرة نونيفاك.[11]
- جزيرة سليدج [الإنجليزية].[12]
- جزيرة هاجميستر [الإنجليزية] .[13]

### المناطق
تشمل مناطق بحر بيرنغ ما يلي:
- مضيق بيرينغ
- خليج بريستول [الإنجليزية]
- خليج أنادير [الإنجليزية]
- نورتون ساوند [الإنجليزية]

يحتوي بحر بيرنغ على 16 وديانًا بحريًا بما في ذلك أكبر وادٍ بحري في العالم ، Zhemchug Canyon.

## النظام البيئي
تعد نقطة انقطاع جرف بحر بيرنغ المحرك الطاغي للإنتاج الأولي في بحر بيرنغ. كذلك تعرف هذه المنطقة، التي يهبط فيها الجرف القاري الأكثر ضحالةً ليتصل بحوض شمال ألوشيان، باسم «الحزام الأخضر». يؤدي صعود التيارات الغنية بالعناصر الغذائية القادمة من المياه الباردة في حوض ألوشيان، والتي تتدفق صعودًا على طول المنحدر وتختلط بمياه الجرف الأكثر ضحالةً، إلى إنتاج مستمر للعوالق النباتية.
يعد الجليد البحري الموسمي في بحر بيرنغ المحرك الثاني للإنتاج، والذي يسهم في تحفيز ازدهار العوالق النباتية خلال فصل الربيع. يؤدي ذوبان الجليد البحري الموسمي إلى تدفق مياه منخفضة الملوحة إلى المناطق الوسطى وغيرها من مناطق الجرف الأخرى، وهو ما يتسبب في تطبق المياه ومجموعة من التأثيرات الهيدروغرافية التي تؤثر على الإنتاج. وبالإضافة إلى التأثير الهيدروغرافي والإنتاجي لذوبان الجليد البحري، فإن الجليد نفسه يوفر ركيزة ترابطية لنمو الطحالب، فضلًا عن الطحالب الجليدية الخلالية.
تشير بعض الأدلة إلى أن حدوث تغييرات كبيرة في نظام بحر بيرنغ بالفعل. أدت ظروف المياه الدافئة خلال صيف عام 1997 إلى حصول ازدهار هائل للعوالق النباتية منخفضة الطاقة من نوع البذيرات الجيرية (ستوكويل وزملاؤه عام 2001). يوجد سجل طويل لنظائر الكربون في العينات التاريخية لبالين (أمشاط) الحوت مقوس الرأس، وهو ما يعكس اتجاهات الإنتاج الأولي في بحر بيرنغ. تشير الاتجاهات في معدلات نظائر الكربون لعينات بالين (أمشاط) الحيتان إلى حدوث انخفاض بنسبة تتراوح من 30 إلى 40% في متوسط الإنتاج الأولي الموسمي خلال الخمسين سنة الماضية. وهذا يشير إلى أن القدرة الاستيعابية لبحر بيرنغ أقل بكثير الآن مما كانت عليه في الماضي. وترتب على هذا أن القدرة الاستيعابية لبحر بيرنغ الآن هي أقل بكثير مما كانت عليه في الماضي.

## التنوع البيولوجي
يمثل البحر موطنًا للعديد من أنواع الحيتان، بما في ذلك الحوت الأبيض (البلوغة)، والحوت الأحدب (جمل البحر)، والحوت مقوس الرأس، والحوت الرمادي الصلب، والحوت الأزرق، وحوت العنبر المهدد بخطر انقراض أدنى، والحوت الزعنفي وحوت ساي المهددين بالانقراض، والحوت الأندر في العالم ألا وهو حوت شمال الهادئ الصائب. تشمل الثدييات البحرية الأخرى كلًا من الفظ، وأسد بحر ستيلر، وفقمة الفراء الشمالية، والحوت القاتل (الأركة)، والدب القطبي.
يحتل بحر بيرنغ أهمية كبيرة بالنسبة للطيور البحرية في العالم. إذ يتكاثر في منطقة بحر بيرنغ أكثر من 30 نوعًا من الطيور البحرية ونحو 20 مليون فردًا. تشمل أنواع الطيور البحرية كلًا من البفن المُقنزع، والقطرس قصير الذيل المهدد بالانقراض، والعيدر المُنظِّر، والنوارس حمراء الساق. تنفرد المنطقة بالعديد من هذه الأنواع. وتؤمن لها مراتع وفيرة الإنتاج، ولا سيما على طول حافة الجرف وغيرها من المناطق الأخرى ذات التيارات الصاعدة الغنية بالمواد الغذائية، على غرار أخاديد بريبيلوف، وجيمتشوغ، وبيرفينيتس. كذلك يعد بحر بيرنغ موطنًا لمستعمرات طيور الأويك الأعرف، والتي تضم ما يصل إلى مليون فرد.
انقرض نوعان يعيشان في بحر بيرنغ، ألا وهما بقرة بحر ستيلر والغاق المُنظِّر، نظرًا للاستغلال المفرط من قبل الإنسان. بالإضافة إلى ذلك، انقرض نوع فرعي صغير من الإوز الكندي، وهو إوز بيرنغ الكندي بسبب الصيد الجائر وإدخال الفئران إلى الجزر التي تتكاثر عليها.
تعيش العديد من أنواع الأسماك في بحر بيرنغ، ويدعم بعضها عددًا من المصائد التجارية الكبيرة والقيمة. تشمل أنواع الأسماك التجارية كلًا من سمك القد الهادئ، وعدة أنواع من الأسماك المفلطحة، والسمك السلوري، وسمك السلمون الهادئ، والرنكة البالاسية. تشمل المحاريات السلطعون الملك الأحمر وسلطعون الثلج.
يتميز التنوع البيولوجي للسمك في بحر بيرنغ بسعته. أفيد بوجود ما لا يقل عن 419 نوعًا من الأسماك في بحر بيرنغ.